# Chevrolet C-10
Chevrolet C-10 – samochód dostawczo-osobowy typu pickup klasy wyższej produkowany pod amerykańską marką Chevrolet w latach 1964–1985.

## Historia i opis modelu

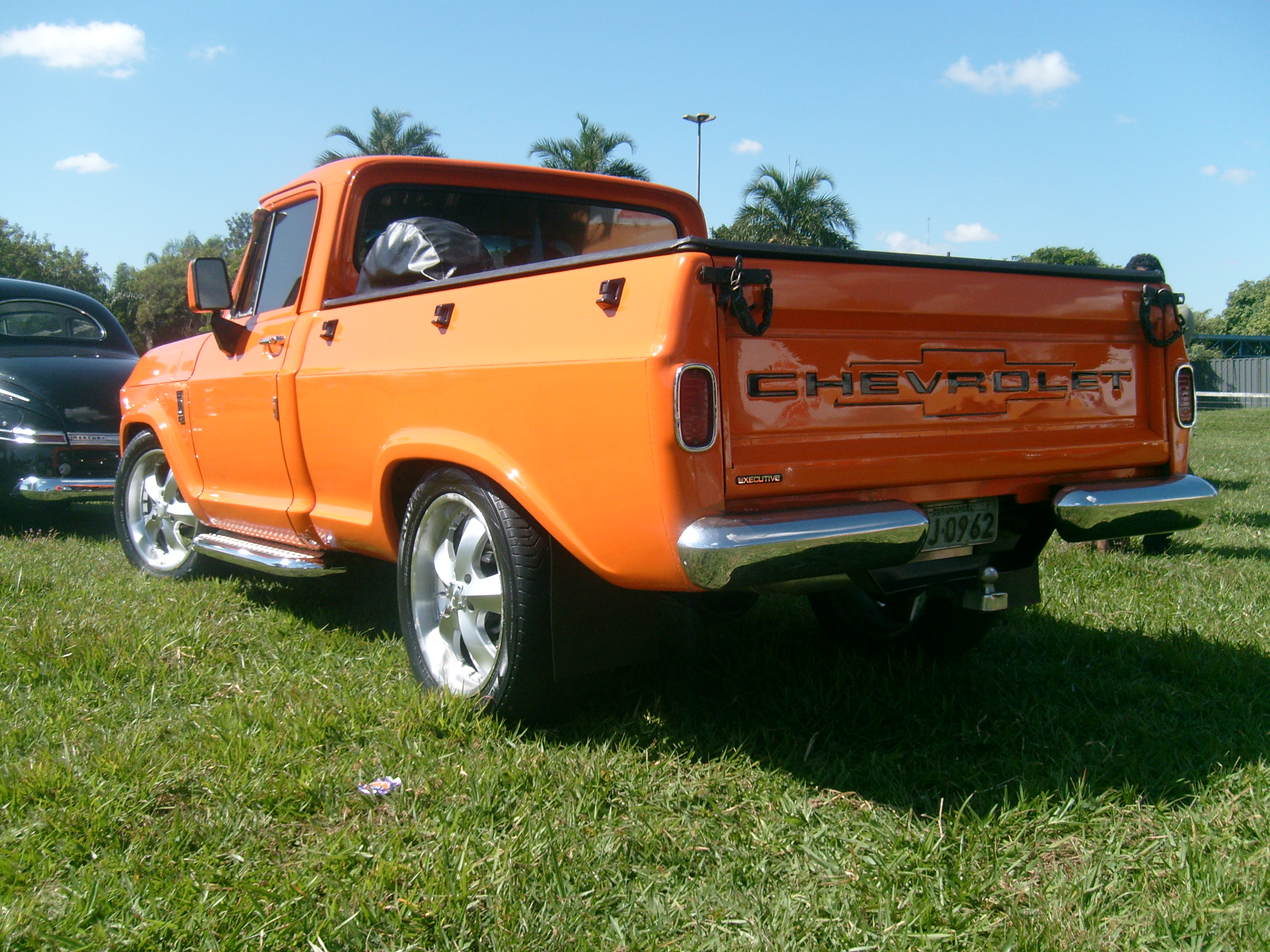
Chevrolet C-10 – tył

Równolegle z prezentacją pełnowymiarowego SUV-a Veraneio, Chevrolet zaprezentował opartego na jego bazie pickupa z serii C-10. Opracowany przez brazylijski oddział General Motors samochód powstał jako odpowiedź na oferowanego i wytwarzanego lokalnie Forda F-Series.
Chevrolet C-10 oferowany był w różnych wariantach nadwoziowych, odróżniających się różnymi rozstawami osi i prześwitem, a także wielkością kabiny pasażerskiej. Samochód przez 21 lat produkcji zdobył dużą popularność zarówno wśród nabywców indywidualnych, jak i służb takich jak policja, pogotowie czy straż pożarna.
W 1985 roku następcą został model D-20.

### Wersje
- C-14
- C-15
- C-1416

### Silnik
- L6 4.3l